# Nabih Berri
Nabih Berri (tiếng Ả Rập: نبيه بري; sinh 28 tháng 1 năm 1938) là một chính trị gia người Liban theo đạo Hồi giáo Shia và là chủ tịch của Nghị viện Liban từ năm 1992 đến nay. Ông còn là người đứng đầu Phong trào Amal.

## Thiếu thời và giáo dục
Ông sinh ra ở Bo, Sierra Leone ngày 28 tháng 1 năm 1938, có bố mẹ là người Liban theo đạo Hồi giáo Shi'a.
Ông đã đi học ở Tebnine và Ain Ebel, miền Nam Liban, sau đó học bổ túc tại các trường ở Bint Jebeil và Jaafariya và sau đó học tại Makassed và École de la Sagesse ở Beirut. Ông tốt nghiệp cử nhân luật tại Đại học Liban năm 1963, nơi ông làm chủ tịch hội sinh viên. Sau khi tốt nghiệp, ông trở thành luật sư tại tòa án phúc thẩm.

## Sự nghiệp chính trị sớm
Năm 1963, ông được bầu làm Chủ tịch Liên đoàn Sinh viên Liban, và tham gia các hội nghị sinh viên và chính trị. Trong thời gian đầu sự nghiệp, ông là luật sư ở tòa án phúc thẩm. Vào những năm 1970, Berri làm việc ở Beirut với vai trò là luật sư của một số công ty.
Năm 1980, Berri được bầu làm lãnh đạo của Phong trào Amal, và dẫn đầu cuộc kháng chiến chống Israel, đặc biệt là ở phía Nam Liban và cuộc chiến nổi tiếng nhất là trận Khalde năm 1982.
Ông là một người chủ chốt cho cuộc Intifada vào ngày 6 tháng 2 năm 1984 cùng với đồng minh của ông là Walid Jumblatt, lãnh đạo Đảng Xã hội Tiến bộ chống lại chính phủ của Amine Gemayel.
Berri cũng tham gia vào chính phủ thống nhất quốc gia với cương vị Bộ trưởng Nhà nước về Nam Liban và Tái thiết dưới thời thủ tướng Rashid Karami vào tháng 5 năm 1984. Ông cũng từng là Bộ trưởng Nhà ở.

## Sự nghiệp chính trị sau đó
Berri từng là bộ trưởng nội các từ năm 1984 đến năm 1992:
- Từ ngày 30 tháng 4 năm 1984 đến ngày 22 tháng 9 năm 1988: Bộ trưởng Bộ Tư pháp trong chính phủ Rashid Karami.[12]
- Ngày 25 tháng 11 năm 1989 đến ngày 24 tháng 12 năm 1990: Bộ trưởng Bộ Thủy lợi & Nguồn điện trong chính phủ Selim Hoss.
- Từ 25 tháng 11 năm 1989 đến ngày 24 tháng 12 năm 1990: Bộ trưởng Bộ Nhà ở trong chính phủ Selim Hoss.
- Từ 16 tháng 5 năm 1992 đến ngày 31 tháng 10 năm 1992: Bộ trưởng Bộ Ngoại giao trong chính phủ của Rachid Solh.[12]

Do sự ủng hộ mạnh mẽ Syria và mối quan hệ gần gũi với các quan chức Syria ở Liban, ông được cho là có ảnh hưởng lớn nhất trong chính phủ Liban sau Hiệp định Taif.
Berri đứng đầu liên minh "Giải phóng" trong bầu cử nghị viện năm 1992. Ông cũng đứng đầu liên minh "Giải phóng và Phát triển" trong bầu cử nghị viện 1996. Từ năm 1992, ông là chủ tịch khối Giải phóng và Phát triển trong Nghị viện.
Berri đứng đầu liên minh "Kháng chiến và Phát triển" trong cuộc bầu cử nghị viện 2000. Ông cũng đứng đầu liên minh "Giải phóng và Phát triển" trong bầu cử nghị viện 2005 và 2009.
Berri là mục tiêu ám sát số một cho các nhóm khủng bố do sự hậu thuẫn của quân đội Lebanon và hỗ trợ đối thoại giữa tất cả các giáo phái.
Nabih Berri vẫn là một người cực lực ủng hộ cho các đối thoại giữa đảng, tôn giáo và giáo phái ở Liban. Trong cuộc đối thoại quốc gia tháng 4 năm 2017, Nabih Berri nhấn mạnh rằng "chia sẻ quyền lực giữa các Kitô hữu và người Hồi giáo ở Liban sẽ không thay đổi dưới bất kỳ hoàn cảnh nào", ông cũng nêu rằng ông nhân danh cho người Sunni, người Shiitte, và người Druze.
Ông được bầu làm Chủ tịch Nghị viện Liban lần đầu tiên vào ngày 20 tháng 10 năm 1992 với được 105 trong tổng số 124 phiếu bầu. Ông tái đắc cử vào ngày 22 tháng 10 năm 1996 (122 trong 126 phiếu bầu). Ông cũng được bầu thêm ba lần nữa vào ngày 17 tháng 10 năm 2000 (124 phiếu trong số 126 phiếu), ngày 28 tháng 6 năm 2005 (90 phiếu trong số 126 phiếu) và vào ngày 25 tháng 6 năm 2009 (90 phiếu trong số 127 Phiếu bầu).
Từ năm 1999, ông đã làm chủ tịch Uỷ ban Nghị viện Ả Rập phụ trách việc tiết lộ những tội ác của Israel đối với thường dân Ả Rập. Ngày 3 tháng 6 năm 2003, ông được bầu làm Chủ tịch Nghị viện Ả Rập vào ngày 1 tháng 4 năm 2004 trong nhiệm kỷ gian hai năm.
Vào ngày 9 tháng 3 năm 2004, Nabih Berri được bầu làm Chủ tịch Liên minh Nghị viện các nước thành viên OIC tại Dakar-Senegal cho đến ngày 9 tháng 3 năm 2006.
Trong năm 2013 và 2014, ông đã hỗ trợ UCC, giáo viên, nhân viên công chức và lực lượng vũ trang ở Liban trong cuộc đấu tranh để tăng lương của họ và đã tổ chức nhiều cuộc gặp gỡ với các nhà lãnh đạo chính trị nhằm nỗ lực đạt được mục tiêu của mình.
Từ năm 1993, ông đã làm chủ tịch Liên minh Nghị sĩ gốc Liban, bao gồm 156 thành viên quốc hội và thượng nghị sĩ đến từ 19 quốc gia.

## Cuộc sống cá nhân
Nabih Berri kết hôn với Randa Assi Berri.